# Hamelín

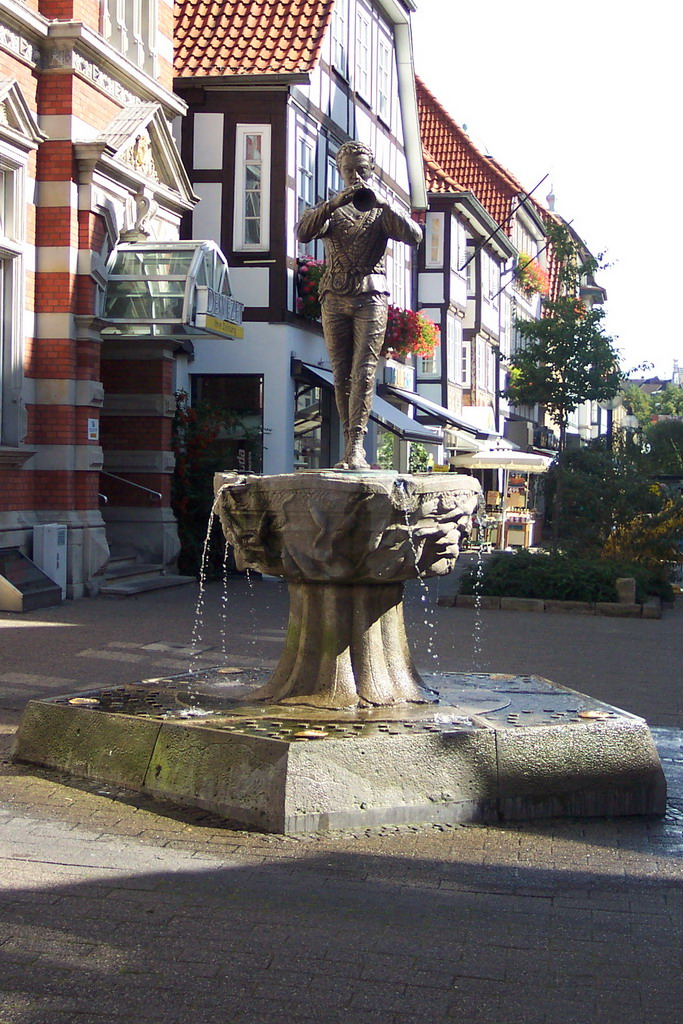
Font del Flautista d'Hamelín

Hamelín (en alemany Hameln) és una ciutat en el riu Weser a la Baixa Saxònia (Alemanya). És la capital del districte d'Hameln-Pyrmont i té una població de 58.696 (2006).
Hamelín és també la porta d'entrada a les muntanyes circumdants Weserbergland, que poden ser visitades per excursionistes i ciclistes.
La ciutat és famosa pel flautista d'Hamelín (en alemany: Der Rattenfänger von Hameln), una història medieval que narra la tragèdia que va afectar la ciutat al segle xiii. La versió escrita pels germans Grimm es va fer popular a tot el món. És també el tema de coneguts poemes de Goethe i de Robert Browning. Tot i que Hamelín té un notable nucli antic medieval amb alguns edificis remarcables, la principal atracció és la història del flautista d'Hamelín. A l'estiu, cada diumenge, la història es representa al centre de la ciutat.

## Història
Hamelín va començar amb un monestir, que va ser fundat l'any 851. El poble va créixer al seu voltant i ja s'havia convertit en una ciutat al segle xii. L'incident amb el flautista d'Hamelín es diu que va succeir el 1284 i es basa en un fet real.
Durant els segles XV i XVI Hamelín va ser un membre menor de la lliga Hanseàtica.
Al juny de 1634, durant la Guerra dels Trenta anys, Lothar Dietrich Freiherr von Böenninghausen, un general de l'Exèrcit Imperial, va perdre la Batalla d'Oldendorf enfront del general suec von Kniphausen, després que Hamelín fos assetjada per l'exèrcit suec.
Posteriorment, Hamelín va ser envoltada per quatre fortaleses, fet que li va donar el sobrenom de "Gibraltar del Nord". Va ser la major ciutat protegida del Regne d'Hannover. La primera fortalesa (anomenada George) va ser construïda entre 1760-1763, la segona (anomenada Wilhelm) i la tercera, es van construir el 1774 i el 1784, respectivament, i l'última (anomenada Luise) va ser construïda el 1806.
El 1808 Hamelín es va rendir a Napoleó sense lluitar, després de perdre la batalla de Jena-Auerstedt. Totes les muralles històriques i torres de vigilància van ser enderrocades per les forces de Napoleó. El 1843 el poble d'Hamelín va construir una torre panoràmica de les ruïnes de la fortalesa George al turó Klüt. La torre, anomenada "Klütturm", és un lloc molt visitat pels turistes des d'on es pot gaudir una vista impressionant sobre la ciutat històrica. L'època de major riquesa de la ciutat es va iniciar el 1664, quan Hamelín va esdevenir una ciutat de la frontera fortificada del ducat de Brunswick-Calenberg. La ciutat va passar a formar part de Prússia el 1867.
Durant la Segona Guerra Mundial, la presó d'Hamelín va ser utilitzada per a la detenció de socialdemòcrates, comunistes i altres presos polítics. Al voltant de 200 persones van morir allà, i després també van morir més persones quan els nazis van enviar presos dels camps d'extermini durant les marxes de la mort l'abril de 1945 tement l'avanç aliat. Al seu torn, just després de la guerra, la presó d'Hamelín va ser utilitzada per les forces d'ocupació britànica en
la detenció de criminals de guerra alemanys. Més de 200 van ser penjats allà, entre els quals es trobaven Irma Grese, Josef Kramer i més d'una dotzena dels autors dels assassinats de l'Stalag Luft III. D'aleshores ençà, s'ha convertit en un hotel.